# Levenhausen
Levenhausen ist eine Ortschaft von Wipperfürth im Oberbergischen Kreis im Regierungsbezirk Köln in Nordrhein-Westfalen (Deutschland).

## Lage und Beschreibung
Levenhausen liegt im Norden von Wipperfürth am „Stooter Arm“ der Bevertalsperre. Nachbarorte sind Kotten, Bruch, Güttenhausen und Müllensiepen. Der Levenhausener Siepen mündet 125 m nordöstlich vom Ortsrand in den Moorbach.
Politisch wird der Ort durch den Direktkandidaten des Wahlbezirks 17.2 (172) Egen im Rat der Stadt Wipperfürth vertreten.

## Geschichte
Die Karte Topographia Ducatus Montani aus dem Jahre 1715 zeigt zwei Höfe und bezeichnet sie mit „Levenhusen“. Die Topographische Aufnahme der Rheinlande von 1825 verwendet bereits die heute gebräuchliche Ortsbezeichnung „Levenhausen“.

## Busverbindungen
Die Bushaltestelle Bruch der Linie 337 (VRS/OVAG) stellt die Anbindung an den öffentlichen Personennahverkehr her.

## Wanderwege
Folgende Wanderwege führen an der Ortschaft vorbei:
- Die SGV-Hauptwanderstrecke X7 (Residenzenweg) von Arnsberg nach Düsseldorf-Gerresheim
- Der Ortsrundwanderweg A3